# PGC 2165106
LEDA/PGC 2165106 ist eine Galaxie im Sternbild Perseus am Nordsternhimmel. Sie ist schätzungsweise 716 Millionen Lichtjahre von der Milchstraße entfernt und hat einen Durchmesser von etwa 50.000 Lichtjahren. Vom Sonnensystem aus entfernt sich das Objekt mit einer errechneten Radialgeschwindigkeit von näherungsweise 15.900 Kilometern pro Sekunde.

## Galaktisches Umfeld
| Nr. | Galaxie          | Alternativname          | Rek          | Dek          | Distanz/asec |
| --- | ---------------- | ----------------------- | ------------ | ------------ | ------------ |
| →   | LEDA/PGC 2165106 | 2MASX J02412475+4023279 | 02h41m24.78s | +40d23m27.7s | 0            |
| 1   | LEDA/PGC 2167597 | 2MASX J02410066+4033263 | 02h41m00.64s | +40d33m26.4s | 659.15       |
| 2   | LEDA/PGC 2167876 | 2MASX J02405864+4034353 | 02h40m58.62s | +40d34m35.6s | 732.29       |
| 3   | LEDA/PGC 2163501 | 2MASX J02402050+4016570 | 02h40m20.51s | +40d16m57.1s | 833.71       |
| 4   | LEDA/PGC 2168610 | 2MASX J02412222+4037399 | 02h41m22.25s | +40d37m39.9s | 852.52       |